# Wu Yi

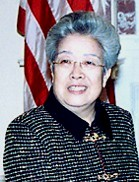
Wu Yi

Wu Yi (chinês: 吴仪), (1938- ) é uma política chinesa que foi vice-primeira-ministra da República Popular da China entre 2003 e 2008.
Foi também ministra dos Negócios Estrangeiros e da Cooperação económica, no seu país, de 1993 a 1998, e ministra da Saúde de 2003 a 2005, sendo neste último cargo sucedida por Gao Qiang.
Em fevereiro de 2006, a revista Forbes qualificou-a como a terceira mulher mais poderosa do mundo, depois da chanceler alemã Angela Merkel e da Secretária de Estado americana Condoleezza Rice. Já em 2007, sobe no ranking, e torna-se a segunda mulher mais poderosa do mundo, destronando Rice, que descendeu para o quarto lugar da tabela.
A vice-primeira-ministra chinesa acusou os Estados Unidos, em Dezembro de 2007, de politizar os problemas comerciais entre as duas nações, a China e os EUA, exagerar na represália e projecção mediática nos casos conhecidos dos produtos tóxicos chineses no mercado e "prejudicar gravemente a imagem da China", numa reunião com o secretário de Comércio americano, Carlos Gutiérrez. A declaração ocorreu durante um encontro de delegações estado-unidense e chinesa, esta última presidida pela própria Wu Yi.